# Вебер, Геннадий Вениаминович
Геннадий Вениаминович Вебер (4 марта 1935 — 16 декабря 1985) — директор рудника «Октябрьский» Норильского горно-металлургического комбината имени А. П. Завенягина Министерства цветной металлургии СССР, Герой Социалистического Труда (1976).

## Биография
Родился 4 марта 1935 года в Сталинграде. Немец.
Окончил Московский институт цветных металлов и золота имени М. И. Калинина (1958).
В 1958—1978 годах работал на Норильском горно-металлургическом комбинате имени А. П. Завенягина в должностях от мастера 17-го участка и выше, с 1973 г. первый директор рудника «Октябрьский».
Указом Президиума Верховного Совета СССР от 10 марта 1976 года за выдающиеся успехи в выполнении принятых на девятую пятилетку социалистических обязательств по увеличению производства продукции, улучшению её качества и повышению производительности труда присвоено звание Героя Социалистического Труда.
С 1978 года директор Ловозерского горно-обогатительного комбината (ЛГОК) в посёлке Ревда Ловозерского района Мурманской области. В период его руководства в январе 1984 года государственной комиссией был принят в эксплуатацию рудник «Умбозеро» ЛГОКа.
Умер 16 декабря 1985 года. Похоронен в Москве на Кунцевском кладбище.
Награждён орденом Трудового Красного Знамени (30.03.1971).